# 신사중학교
신사중학교(新沙中學校)는 대한민국 서울특별시 강남구 압구정동에 있는 공립 중학교이다.

## 학교 연혁
- 1984년 1월 9일 : 신사중학교 설립인가(45학급)
- 1984년 3월 1일 : 초대 김문숙 교장 취임
- 1984년 3월 5일 : 제1회 입학식(15학급)
- 1984년 4월 18일 : 개교식
- 1987년 2월 13일 : 제1회 졸업식(1,124명)
- 2022년 2월 7일 : 제36회 졸업(130명)
- 2022년 3월 2일 : 제39회 입학식(17학급 남 54명, 여 56명 총 110명)
- 2022년 9월 1일 : 제16대 김정숙 교장 취임

## 참고 자료
- 신사중학교 - 한국교육학술정보원 학교알리미